# Grønsalen
54°53′47.12″N 12°9′6.42″Ø / 54.8964222°N 12.1517833°Ø
Grønsalen eller Grønjægers Høj fra bondestenalderen ca. 3.500 f. Kr. er en 102 m lang, 13 m bred og 2 m høj langdysse syd for Fanefjord Kirke og øst for Fanefjord på Møn. Højen, der også kaldes Grønjægers Høj eller Grønjæger og Fanes Sal, indeholder 3 gravkamre, men kun det vestlige gravkammer er intakt og urørt med en stor dæksten. Højen blev frivilligt fredet allerede i 1831. Dyssen er omgivet af 145 store randsten, og højen er navngivet efter sagnkongen Grøn, der var gift med Fane.  Langdyssen er offentligt tilgængelig.
Langdysserne er forløberen for de senere jættestuer. Der er ingen gang ind til Grønsalens gravkamre, der er bygget som store, firkantede stenkister. Formodentlig har der ligget en person i hver af dem, og Grønsalen har derfor sandsynligvis været beregnet til begravelse af høvdinge eller lignende.  Da der indtil nu ikke været arkæologiske undersøgelser af langdyssen, kendes der ikke til eventuelle fund ved åbning af dækstenene i de to østligste gravkamre.  1963 blev der ved foden af randstenen i det sydvestlige hjørne fundet en uslebet flintøkse.